# Žemlovka
Žemlovka (také zemlbába, memlovka, memla, údajně související s německým Semmelbaba) je sladký nákyp, který se připravuje z jablek a bílého pečiva (nejčastěji rohlíků nebo veky), namočeného do oslazeného mléka a vajec. Samotný název zemlbába je však jen počeštělý krajový název a s němčinou nemá nic společného. V německy mluvících zemích se pro žemlovku historicky vzato používá název Scheiterhaufen, event. i Semmelauflauf. V českých zemích se už před M. D. Rettigovou používal název „jablkovec“, připravovaná s třešněmi pak „třešňovec“. V 19. století byla žemlovka pečená stejným způsobem ale bez jablek, jen s rozinkami nebo brusinkami.
Místo nejčastěji používaných jablek lze použít také hrušky. Jedná se o pokrm, který je tradiční součástí české kuchyně a často je podáván ve školních jídelnách nebo jídelnách závodního stravování.
Ve stravovacích zařízeních se podle někdejších celostátních československých norem podávala jablková žemlovka (ČSN 19603) a tvarohová žemlovka (ČSN 19604).

## Příprava
Bílé pečivo se nakrájí a namočí do mléka, do kterého se přidá cukr, vanilkový cukr a případně vajíčka. Do máslem vymazaného pekáče se pak klade střídavě vrstva pečiva namočeného v mléce a vrstva nastrouhaných nebo nakrájených jablek, přičemž poslední vrstva je tvořena v mléce máčeným pečivem. Ovoce se posype cukrem, vanilkovým cukrem, mletou skořicí, případně rozinkami. Peče se, dokud se nevytvoří zlatavá kůrka. Žemlovka se podává teplá, ale lze ji jíst také studenou.

## Krajové názvy
- Bublanina – na některých místech v Podkrkonoší je název bublanina používán pro žemlovku s třešněmi – přitom se tato žemlovka správně jmenuje třešňovec, ale i pro třenou buchtu s třešněmi, která je nazývána bublaninou ve zbytku Česka.
- Semlbába, zemlbába – tento název vznikl pravděpodobně z německého slova „semmel“ (houska, žemle) a lidového označení pro nákyp nebo pečivo „bába“. V 19. století byl pokrm v kuchařkách označován jako žemlová bába. V německy mluvících zemích se standardně používá název Scheiterhaufen (hromada čarodějnic, slet čarodějnic, čarodějná hromada).
- V pořadu Česká soda se objevil i termín Zemlgroßmütter, zde šlo ovšem o žertovný, doslovný překlad.[1]